# Adrien Tschumy
Adrien Tschumy (* 8. Juni 1930 in Lausanne) ist ein Schweizer Ingenieur und Offizier (Korpskommandant).

## Leben
Tschumy wurde als Sohn eines Zahnarztes geboren. Von 1949 bis 1954 studierte er Maschinenbau an der École polytechnique fédérale de Lausanne. Danach war er Assistent, bis er 1957 als Ingenieur bei Oyex einstieg. Zuletzt war er bis 1981 Mitglied der Geschäftsleitung bei der Ateliers des Charmilles in Genf.
1966 wurde er Generalstabsoffizier und 1982 Divisionär. Von 1982 bis 1988 war er Kommandant der Gebirgsdivision 10 und von 1989 bis 1992 Kommandant des Gebirgsarmeekorps 3. 1994 übernahm er die Präsidentschaft der Schweizerischen Vereinigung für Militärgeschichte und Militärwissenschaft.
Von 1994 bis 1997 war er Gemeindepräsident von Prangins.